# Жерар Муру
Жерар Альбер Муру (фр. Gérard Albert Mourou, нар. 22 червня 1944, Альбервіль, Франція) — французький фізик, спеціаліст з квантової електроніки, зокрема лазерної фізики, лауреат Нобелівської премії з фізики за 2018 рік, яку він отримав за розробку лазерів з підсиленням чирпованих імпульсів разом зі своєю ученицею Донною Стрікленд. 

## Кар'єра
Муру працює на посаді директора Лабораторії прикладної оптики в ENSTA. Він — професор та член От-колежу в École Polytechnique та професор-емерит Мічиганського університету, в якому викладав понад 30 років. Він був також першим директором Центру надшвидких оптичних досліджень у Мічиганському університеті. Раніше він працював у Рочестерському університеті й був науковим керівником Донни Стрікленд, разом з якою 2018 року отримав Нобелівську премію.

## Наукові досягнення
Працюючи в Рочестерському університеті, Стріклед та Муру в середині 1980-х виявили, що розтягнення лазерного імпульсу призводить до зменшення його потужності, що дозволяє підсилити його звичайними методами. Потім імпульс знову можна стиснути, створивши короткий дуже потужний сигнал. Цей метод отримав назву підсилення чирпованого імпульсу й відкрив грандіозні можливості вивчення фізичних явищ. Метод підсилення чирпованих імпульсів відкрив також шлях до створення аттосекундних сигналів.
В 1994 році група Муру в Мічиганському університеті відкрила, що баланс між самофокусуваням (ефект Керра) та затухання лазерного імпульсу тераватної потужності внаслідок іонізації в атмосфері призводить до утворення «ниток», що працюють як хвильоводи для променів, запобігаючи розбіганню.

## Нагороди та визнання
- Член Оптичного товариства
- Член Національної інженерної академії США
- Почесний доктор Університету Лаваля
- Член Американського фізичного товариства
- Член Російської академії наук
- 1995: Звання почесного професора електричної інженерії, комп'ютерних наук та прикладної фізики ім. А. Д. Мура в Мічиганському університеті
- 1997: премія Гарольда Юджина від SPIE
- Премія Стіва Атвуда
- 1995: Премія Вуда Американського оптичного товариства
- Премія Сарнова Інституту інженерів електротехніки та електроніки
- 2004: Премія з квантової електроніки IEEE[de]
- 2005: Премія Вілліса Лемба[de]
- 2009: Премія Таунса[8] Американського оптичного товариства
- 2012: кавалер Ордена Почесного легіону
- 2016: Медаль Фредеріка Айвса
- 2016: Berthold Leibinger Zukunftspreis[en]
- 2018: Нобелівська премія з фізики (1/4 премії)

## Доробок
- mit H. E. Elsayed-Ali, T. B. Norris, M. A. Pessot: Time-resolved observation of electron-phonon relaxation in copper, Phys. Rev. Lett., Band 58, 1987, S. 1212
- mit P. Maine, Donna Strickland, P. Bado, M. Pessot: Generation of ultrahigh peak power pulses by chirped pulse amplification, IEEE Journal of Quantum Electronics, Band 24, 1988, S.  398–403
- mit D. Du, X. Liu, G. Korn, J. Squier: Laser-induced breakdown by impact ionization in SiO2 with pulse widths from 7 ns to 150 fs, Applied Physics Letters, band 64, 1994, S. 3071–3073
- mit M. D. Perry: Terawatt to petawatt subpicosecond lasers, Science, Band 264, 1994, S. 917–924
- mit A. Braun, G. Korn, X. Liu, D. Du, J. Squier: Self-channeling of high-peak-power femtosecond laser pulses in air, Optics Letters, Band 20, 1995, S. 73–75
- mit D. Umstadter, S. y. Chen, A. Maksimchuk, R. Wagner: Nonlinear optics in relativistic plasmas and laser wake field acceleration of electrons, Science, Band 273, 1996, S. 472–475
- mit X. Liu, D. Du: Laser ablation and micromachining with ultrashort laser pulses, IEEE Journal of Quantum Electronics, Band 33, 1997, S. 1706–1716
- mit C. P. Barty, Michael Perry: Ultrahigh-intensity laser: physics of the extreme on a tabletop, Lawrence Livermore Lab 1997
- mit M. Lenzner, J. Krüger, S. Santania, Z. Cheng, C. Spielmann, Wolfgang Kautek, Ferenc Krausz: Femtosecond optical breakdown in dielectrics, Phys. Rev. Lett., Band 80, 1998, S. 4076
- mit A. C. Tien, S. Backus, Henry Kapteyn, Margaret Murnane: Short-pulse laser damage in transparent materials as a function of pulse duration, Phys. Rev. Lett., Band 82, 1999, S. 3883
- mit Tibor Juhasz, Frieder H. Loesel, Ron M. Kurtz, Christopher Horvath, Josef F. Bille,: Corneal refractive surgery with femtosecond lasers, IEEE Journal of Selected Topics in Quantum Electronics, Band 5, 1999, S. 902–910
- mit T. Esirkepov, M. Borghesi, S. V. Bulanov, T. Tajima: Highly efficient relativistic-ion generation in the laser-piston regime, Phys. Rev. Lett., Band 92, 2004, S. 175003
- mit T. Tajima, S. V. Bulanov: Optics in the relativistic regime, Reviews of Modern Physics, Band 78, 2006, S. 309
- mit V. Yanovsky u. a.: Ultra-high intensity-300-TW laser at 0.1 Hz repetition rate, Optics Express, Band 16, 2008, S. 2109–2114